# Kaspar Jentzkow

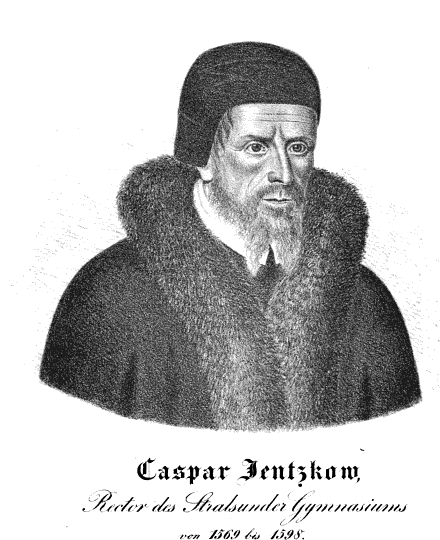
Kaspar Jentzkow, Darstellung des 19. Jahrhunderts nach einer älteren Vorlage

Kaspar Jentzkow (* 1535 in Friedland; † Anfang Oktober 1611 in Stralsund, ▭ am 8. Oktober 1611 ebenda) war ein deutscher Pädagoge und lutherischer Geistlicher.

## Leben
Jentzkow war Abkömmling eines Mitglieds der mecklenburgischen Adelsfamilie von Gentzkow und wuchs in Friedland auf, wo er auch die Schule besuchte. Er immatrikulierte sich im Dezember 1561 an der Universität Rostock. Nach dem Studium war er sechs Jahre als Lehrer an der Schule in Neubrandenburg tätig und begleitete als Hofmeister Ulrich von Schwerin, Sohn des Großhofmeisters Ulrich von Schwerin, an die Universität Greifswald. Der Bürgermeister der Hansestadt Stralsund Nikolaus Gentzkow berief ihn 1570 zum Rektor des Sundischen Gymnasiums. An dieser Schule, für die er 1591 eine neue Schulordnung ausarbeitete, wirkte er bis zum Frühjahr 1598. Sein Nachfolger als Rektor wurde Lorenz Rhodomann.
Er war auf eigenen Wunsch bereits im Herbst 1597 durch den Rat der Stadt Stralsund als Archidiakon an die St.-Nikolai-Kirche berufen worden, jedoch verzögerte sich seine Ordination durch einen Streit zwischen der Stadt und dem pommerschen Reformator und zuständigen Generalsuperintendenten Friedrich Runge. Sie erfolgte schließlich ohne Mitwirkung Runges oder ihm unterstellter Pastoren in Hamburg.
Kaspar Jentzkow wirkte bis zu seinem Tode als Seelsorger an der Nikolaikirche. Er wurde dort auch begraben; ein Brustbild in der Kirche erinnert an ihn. Sein gleichnamiger Sohn wurde 1620 Pastor an der Heilgeistkirche und verstarb im selben Jahr.